# José Francisco Molina
Pour les articles homonymes, voir Molina.
José Francisco Molina, né le 8 août 1970 à Valence, est un footballeur international espagnol ayant évolué au poste de gardien puis reconvertit entraîneur.
Avec sa sélection, il participe à l'Euro 1996, à la Coupe du monde 1998 et à l'Euro 2000.
En 2018, il devient directeur sportif de la RFEF (Fédération royale espagnole de football). Il succède à Fernando Hierro, remplaçant éphémère de Lopetegui à la suite du limogeage de ce dernier deux jours avant le début du Mondial 2018,.

## Biographie

### Carrière de joueur
Né à Valence, communauté valencienne, Molina  commence sa carrière professionnelle sous les couleurs de l'UD Alzira avant de rejoindre en 1991 par les géants locaux du Valence CF. Il est utilisé essentiellement avec l'équipe réserve du club pendant deux saisons avant d'être prêté une saison aux voisins du Villarreal CF qui évolue en seconde division espagnol. Au retour de son prêt, il est transféré à Albacete Balompié et fait ses débuts en championnat le 8 janvier 1995 lors d'une victoire un but à zéro contre le Real Oviedo. Malgré les huit buts concédés lors de la dernière journée contre le Deportivo La Corogne, son équipe réussit à échapper à la relégation dans les séries éliminatoires. 
Fan de l'Atlético de Madrid, il y signe en 1995, et participe au doublé coupe-championnat dès sa première saison au club. Il reste au club cinq saisons, jouant deux nouvelles finales de Coupe d'Espagne perdu à chaque fois en 1999 et 2000 respectivement contre le Valence CF et l'Espanyol Barcelone Il quitte le club en 2000 après une relégation en seconde division du club madrilène qui termine avant-dernier du championnat. 
International espagnol de 1996 à 2000, il joue sa première sélection en tant qu'ailier gauche à la suite d'une série de blessures, et tire sur le poteau lors de ce match. 
Il rejoint alors le Deportivo La Corogne avec qui il gagne la Supercoupe d'Espagne dès ses premiers matchs avant d'être vice-champion d'Espagne au terme de sa première saison au club. Il est de nouveau vice-champion d'Espagne la saison suivante et remporte la Coupe d'Espagne et une nouvelle fois la Supercoupe d'Espagne. Lors de la saison 2002-2003, il annonce qu'il souffre du cancer du testicule et il est forcé de subir un traitement pour sa maladie, manquant ainsi la plupart de la saison. Le club termine troisième du championnat et il retrouve sa place de numéro un la saison suivante.
En 2006, Il quitte le club après six saisons et retrouve sa ville natale en signant en faveur du Levante UD qui vient tout juste d'être promu en première division. Malgré le maintien du club, il n'y reste qu'une saison avant de raccroché les crampons.

### Carrière d'entraîneur
Après trois saisons en tant qu'entraîneur de l'équipe B du Villarreal CF, il est nommé, le 22 décembre 2011, entraîneur de l'équipe première du Villarreal CF qui est en bas de classement. À la suite des mauvais résultats du club, qui est au bord de la descente en deuxième division, il est remercié le 19 mars 2012 et remplacé par Miguel Ángel Lotina.
Il prend en main l'équipe B du Getafe Club de Fútbol en 2013 avant d'être remercié en mars 2014.
En 2014, il est nommé au Kitchee SC de Hong Kong. ll y reste qu'une seule saison mais réussit à remporter le doublé coupe-championnat et emmène son équipe en quarts de finale de la Coupe AFC.
Le 3 mai 2016, il est annoncé en tant qu'entraîneur de l'équipe de l'Indian Super League, l'Atlético de Kolkata.

## Palmarès

### Palmarès de joueur
Il remporte ses premiers titres lors de son passage à l'Atlético de Madrid en remportant un doublé dès sa première saison  1996 Championnat d'Espagne et Coupe d'Espagne. Il est également finaliste 
Parti Deportivo La Corogne, il remporte une seconde fois la Coupe d'Espagne en 2002 ainsi que la Supercoupe d'Espagne 2002. Il est également vice-champion d'Espagne en 2001 et 2002.

### Palmarès d'entraîneur
En tant qu'entraîneur de Kitchee SC, il est Champion de Hong Kong en 2015 et remporte la Coupe de Hong Kong en 2015.